# A mogyoró-meló
A mogyoró-meló (eredeti cím: The Nut Job) 2014-ben bemutatott kanadai-dél-koreai-amerikai 3D-s animációs film, melyet Peter Lepeniotis rendezett.
Amerikában 2014. január 11-én, Magyarországon szinkronizálva január 23-án mutatták be a mozikban.

## Szereplők
| Szereplő     | Eredeti hang     | Magyar hang       | Leírás                                                        |
| ------------ | ---------------- | ----------------- | ------------------------------------------------------------- |
| Grimbusz     | Will Arnett      | Varga Gábor       | Egy lila mókus                                                |
| Andie        | Katherine Heigl  | Mezei Kitty       | Egy narancssárga mókus                                        |
| Grayson      | Brendan Fraser   | Kamarás Iván      | Egy szürke mókus, akit a "Park hősének" tartanak              |
| Csutak       | Liam Neeson      | Papp János        | Egy szélhámos mosómedve, aki a parkközösség önjelölt vezetője |
| Bizsu        | Maya Rudolph     | Nemes Takách Kata | Egy mopsz szuka                                               |
| Király       | Stephen Lang     | Schneider Zoltán  | Maffiafőnök                                                   |
| Vakond       | Jeff Dunham      | Elek Ferenc       | Egy vakond, aki a mosómedvének dolgozik                       |
| Lana         | Sarah Gadon      | Roatis Andrea     | Király barátnője                                              |
| Enyves       | James Rankin     | Zöld Csaba        | Egy bűnöző, Király erős embere                                |
| Mázli        | Scott Yaphe      | Nagypál Gábor     | A mogyorókosár tulajdonosa, Király embere                     |
| Jamie        | Annick Obonsawin | ?                 | Egy mormota, Jimmy és Johnny húga                             |
| Jimmy        | Gabriel Iglesias | Kapácsy Miklós    | Egy mormota, Jamie egyik bátyja                               |
| Johnny       | Joe Pingue       | Törköly Levente   | Egy mormota, Jamie másik bátyja                               |
| Cserkészlány | Julie Lemieux    | Dögei Éva         | Egy rigolyás kislány                                          |
| Tedline      | Robert Tinkler   | Láng Balázs       | Egy patkány a sikátorban                                      |
| Haver        | Robert Tinkler   | (saját hangján)   | Egy barátságos patkány, Grimbusz barátja                      |
| Galamb       | Katie Griffin    | ?                 |                                                               |
| Rendőrtiszt  | Scott McCord     | Papucsek Vilmos   |                                                               |
| Patkány      | James Kee        | Szabó Máté        | Az egyik patkány, a páncélos őr                               |